# Auguste Dejean
Pierre François Marie Auguste Dejean, född 10 augusti 1780 i Amiens, död 18 mars 1845 i Paris, var en fransk general och entomolog; son till Jean François Aimé Dejean, far till Pierre Charles Dejean.
Dejean blev brigadgeneral vid 30 års ålder, adjutant hos Napoleon I och divisionsgeneral 1813 samt deltog med utmärkelse i slagen vid Ligny och Waterloo. Han levde i landsflykt 1815–18, men blev, efter faderns död, pär av Frankrike 1824.
Dejean hade stort intresse för entomologi och utgav bland annat Species général des coléoptères (1825–39) och Histoire naturelle et iconographie des coléoptères d'Europe (tillsammans med Boisduval och Aubé, 1829–36). Dejean invaldes som utländsk ledamot av Vetenskapsakademien i Stockholm 1834.